# Le Fantôme du Cosmos
Le Fantôme du Cosmos est le cinquième album de la série Le Scrameustache de Gos. L'histoire est publiée pour la première fois du no 2000 au no 2019 du journal Spirou, puis en album en 1977.

## Personnages
- Khéna
- Le Scrameustache
- Oncle Georges
- Snopsy
- Les ennemis extraterrestres

## Résumé
Un extraterrestre mourant se dirige vers la Terre pour une mission cruciale. Avant de mourir, il lance un appel à l'aide et réussit à joindre son corps astral à un fétiche.

## Autour de l’album
Cet album permet de découvrir les vestiges d'une ancienne base cachée sur la Lune, qui servira de cachette pour le vaisseau de Snopsy, dans de futures aventures.
Les statues lumineuses servant de repères visuels reviendront également dans de futures aventures.